# Krasnowidowo (rejon możajski)
Krasnowidowo (ros. Красновидово) – wieś (dieriewnia) w Rosji, w obwodzie moskiewskim, w rejonie możajskim. W 2010 liczyła 189 mieszkańców.